# Miljenko Grgić
Miljenko Grgić o Mike Grgich (Desne, actual municipio de Kula Norinska, Condado de Dubrovnik-Neretva; 1 de abril de 1923-Calistoga, California; 13 de diciembre de 2023)fue un enólogo croataestadounidense.

## Biografía
Miljenko nació en el pueblo de Desne en la región costera de Croacia de Dalmacia. Él es notable por ser el enólogo detrás del Chateau Montelena Chardonnay 1973. que superó a varios vinos blancos de Borgoña en el evento de degustación de vinos que se conoció como el “juicio de París”. En reconocimiento a sus contribuciones a la industria del vino, Grgich se instaló en el Instituto Culinario de salón de la fama del Vintner de Estados Unidos el 7 de marzo de 2008.
El homenaje llegó al mismo tiempo que Grgich estaba celebrando su 50 de la vendimia de la elaboración del vino en el Valle de Napa.
Después de la proclamación de la independencia de Croacia, por iniciativa del Presidente Tuđman, abrió una  bodega  en la península de Pelješac, cerca del pueblo de Trstenik.